# Marconi Award
De Marconi Award is een Nederlandse prijs die sinds 1996 wordt uitgereikt aan radioprogramma's en radiopresentatoren. Marconi verwijst naar Guglielmo Marconi. In Amerika worden soortgelijke radiovakprijzen uitgereikt onder de naam NAB Marconi Radio Awards.

## Geschiedenis
De prijs was van 1996 tot en met 2009 een jaarlijks initiatief van het omroepblad Broadcast Magazine. De prijsuitreiking groeide uit tot de vaste afsluiter van het Nationaal Omroepcongres. Honderden radio- en televisiemakers zaten samen in het donker naar een speciaal geproduceerd radioprogramma te luisteren, terwijl tussendoor af en toe een winnaar uit de groep genomineerden de trap af mocht lopen om een prijs in ontvangst te nemen.
In 2010 adopteerde de AVRO de prijs. Arjan Snijders, initiatiefnemer van De Gouden RadioRing, voegde de Marconi Awards toe aan het RadioGala van het Jaar. Beide prijzen worden vanaf dan op dezelfde avond en locatie uitgereikt.

## Vakjury
De prijzen worden toegekend door een vakjury, bestaande uit een juryvoorzitter en circa tien vertegenwoordigers van de nationale commerciële en publieke radiozenders. De helft van de jury komt uit het publieke veld, de andere helft werkt bij commerciële stations. Er zitten minimaal twee vrouwen in de jury en er zijn minimaal twee medewerkers die niet popmuziekzenders vertegenwoordigen (bijvoorbeeld NPO Radio 1, NPO Radio 4 en BNR Nieuwsradio). Het jurysysteem is gebaseerd op dat van de Oscars.

## Categorieën
Aanvankelijk waren er vier categorieën: zender, presentator, amusement en informatief. In 1997 kwamen daar radioman en radiostem bij en was er eenmalig een categorie radiovrouw. In 1998 werd de categorie presentator hernoemd in programmamaker en in 2000 heette de categorie eenmalig radio personality.
Arjan Snijders, die ook schreef voor Broadcast Magazine, herzag in 2004 de categorieën. Zender werd Beste zender. Amusement en Informatief werden vervangen door Beste radioprogramma en Programmamaker werd Beste presentator. De categorieën radioman en radiostem kwamen te vervallen. Daarvoor in de plaats kwam er een Oeuvre Award voor een icoon uit de radiowereld en de Aanstormend Talent Award voor beginnende getalenteerde radiomakers.
In 2006 en 2007 werd er tevens een Innovatie Award uitgereikt.
In 2010 vervielen de categorieën Beste radioprogramma en Beste presentator vanwege de combinatie met De Gouden RadioRing uitreiking op het Nederlands RadioGala van het Jaar.
Van 2014 t/m 2017 werd er een Impact Award uitgereikt aan personen of programma's die veel impact hebben gehad in het radiolandschap.

## Winnaars
Hieronder een overzicht van de winnaars per categorie.

### 1996–1997
| Jaar | Zender    | Radioman Radiovrouw                      | Radiostem      | Presentator       | Amusement                  | Informatief                 |
| ---- | --------- | ---------------------------------------- | -------------- | ----------------- | -------------------------- | --------------------------- |
| 1996 | Sky Radio | -                                        | -              | Frits Spits (KRO) | De Steen en Been Show      | Met het Oog op Morgen (NOS) |
| 1997 | Radio 2   | Frits Spits (KRO) Jetske van Staa (AVRO) | Harmke Pijpers | Frits Spits (KRO) | Spijkers met koppen (VARA) | Radio 1 Journaal (NOS)      |

### 1998–2003
| Jaar | Zender    | Radioman                | Radiostem                 | Programmamaker                  | Amusement                           | Informatief                      |
| ---- | --------- | ----------------------- | ------------------------- | ------------------------------- | ----------------------------------- | -------------------------------- |
| 1998 | Radio 1   | Alfred Lagarde          | Hans Hogendoorn (RNW/NOS) | zie radioman                    | Evers Staat Op (KRO)                | Met het Oog op Morgen (NOS)      |
| 1999 | Radio 2   | Willem Duys (AVRO)      | Jos Bergenhenegouwen      | Clairy Polak (VARA)             | Tijd voor Twee (Radio 2, KRO)       | Radio 1 Journaal (NOS)           |
| 2000 | Radio 2   | Erik de Zwart           | Rob Trip (NOS/NPS)        | Edwin Evers (3FM,KRO/Radio 538) | Spijkers met koppen (Radio 2, VARA) | Radio Oost                       |
| 2001 | Radio 2   | Kees Toering            | Arend Langenberg (ANP)    | Sjors Fröhlich (Radio 2, NCRV)  | Cappuccino (Radio 2, NCRV)          | NOS Langs de Lijn (Radio 1, NOS) |
| 2002 | Radio 538 | Paul van der Lugt (3FM) | Harmke Pijpers (AVRO)     | Edwin Evers (Radio 538)         | Ruuddewild.nl (3FM, BNN)            | 3FM Nieuws                       |
| 2003 | -         | Ton Lathouwers          | Ron Stoeltie              | Giel Beelen (3FM, VARA)         | Top 2000                            | Stand.nl                         |

1. ↑  In 2000 Radio personality
2. ↑  Postuum opgedragen.
3. ↑  De prijs voor beste zender werd in 2003 niet uitgereikt wegens de Zerobase etherfrequentieveiling.

### 2004–2009
| Jaar | Beste zender  | Oeuvre Award      | Aanstormend talent                | Beste presentator                | Beste radioprogramma       | Innovatie Award                |
| ---- | ------------- | ----------------- | --------------------------------- | -------------------------------- | -------------------------- | ------------------------------ |
| 2004 | Radio 538     | Tom Mulder        | Michiel Veenstra (Radio Veronica) | Tijs van den Brink (Radio 1, EO) | Kunststof (Radio 1)        | -                              |
| 2005 | Radio 10 Gold | Rob Stenders      | Sander Lantinga (3FM, NPS)        | Giel Beelen (3FM, VARA)          | 3FM Darfur Actie (3FM)     | -                              |
| 2006 | 3FM           | Wessel van Diepen | Timur Perlin (Caz!)               | Giel Beelen (3FM, VARA)          | Evers Staat Op (Radio 538) | -                              |
| 2007 | 3FM           | Ferry Maat        | Domien Verschuuren (3FM, BNN)     | Giel Beelen (3FM, VARA)          | GIEL (3FM, VARA)           | iCAZ Party (Caz!)              |
| 2008 | Q-music       | Frits Spits       | Bart Arens (3FM, TROS)            | Rob Trip (Radio 1)               | On the move (BNR)          | V-Radio (Veronica Radioschool) |
| 2009 | Radio 538     | Erik de Zwart     | Annemieke Schollaardt (3FM, TROS) | Edwin Evers (Radio 538)          | Top 40 (Radio 538)         | -                              |

### 2010–heden
| Jaar | Beste zender      | Oeuvre Award       | Aanstormend talent                                         | Impact Award                                       |
| ---- | ----------------- | ------------------ | ---------------------------------------------------------- | -------------------------------------------------- |
| 2010 | 3FM               | Jeroen van Inkel   | Mattie Valk (Q-music)                                      | -                                                  |
| 2011 | BNR               | Lex Harding        | Sander Hoogendoorn (3FM, BNN)                              | -                                                  |
| 2012 | Radio 1           | Felix Meurders     | Barend van Deelen (3FM, NCRV) Wijnand Speelman (3FM, NCRV) | -                                                  |
| 2013 | Sky Radio         | Peter van Bruggen  | Angelique Houtveen (NPO Radio 6)                           | -                                                  |
| 2014 | Radio 5 Nostalgia | Edwin Evers        | Igmar Felicia (Slam!FM)                                    | Jack van Gelder                                    |
| 2015 | Qmusic            | Ruud de Wild       | Herman Hofman (NPO 3FM/AVROTROS)                           | Coen en Sander Show (Radio 538)                    |
| 2016 | Radio 538         | Tineke de Nooij    | Eva Cleven (FunX/VPRO)                                     | Radio 1 Sportzomer (NPO Radio 1) Anton Dautzenberg |
| 2017 | Radio 10          | Adam Curry         | Joost Swinkels (Qmusic)                                    | Roosmarijn Reijmer (NPO 3FM/VPRO)                  |
| 2018 | NPO Radio 2       | Joost den Draaijer | Bram Krikke (Slam!)                                        | -                                                  |
| 2019 | Qmusic            | Sjors Fröhlich     | Emmely de Wilt (NPO)                                       | -                                                  |
| 2020 | Qmusic            | Daniël Dekker      | Sophie Hijlkema (NPO 3FM/AVROTROS)                         | -                                                  |
| 2021 | NPO Radio 5       | Stefan Stasse      | Andres Odijk (NPO 3FM)                                     | -                                                  |
| 2022 | NPO Radio 1       | Giel Beelen        | Nordin Besling (FunX)                                      | -                                                  |
| 2023 | SLAM!             | Ghislaine Plag     | Jan van Poppel (NPO Klassiek, BNNVARA)                     | -                                                  |
| 2024 | Radio 538         | Fernando Halman    | Julia van Reyendam (Radio 538)                             | -                                                  |

## Wetenswaardigheden
- In 2002 "stal" Giel Beelen de prijs van Paul van der Lugt, om hem een jaar later zelf te winnen.
- In 2004 won Tom Mulder de Oeuvre Award, die hij niet in ontvangst kon nemen omdat hij van een hersenbloeding herstelde. Erik de Zwart, toen directeur van Radio 10 Gold, nam de prijs namens hem in ontvangst. Vijf jaar later won Erik de Zwart zelf de Oeuvre Award.
- In 2005 won Rob Stenders de Oeuvre Award, die hij niet durfde op te halen omdat hij naar eigen zeggen bang was dat hij dan met pensioen moest.
- In 2006 kreeg Wessel van Diepen de Oeuvre Award uitgereikt tijdens zijn laatste radio-uitzending op Radio 538: de Nederlandse Top 40 vanuit de Heineken Music Hall.
- In 2007 droeg Giel Beelen zijn beide prijzen op aan zijn vader, die twee weken eerder was overleden.
- In 2008 kon Rob Trip de prijs voor Beste Presentator niet in ontvangst nemen wegens televisieopnamen in het buitenland. Zijn oud-Radio 1-collega Roeland van Zeijst nam namens hem de prijs in ontvangst.
- In 2013 klaagde Giel Beelen dat er voor nieuwsankers als Paul van Liempt geen prijs zou bestaan. Arjan Snijders nodigde Giel uit in de Marconi Jury en vanaf 2014 was er daarom een aantal jaar de categorie Impact Award. Saillant detail is dat Beelen hiervoor in 2014 zelf werd genomineerd.